# Anna Pirozzi
Anna Pirozzi (Nápoles, 1975) es una soprano dramática de coloratura italiana. Aunque en algunos casos, su voz también se describe como de soprano lírica. Es una de las cantantes de su tiempo especializada en papeles verdianos.

## Trayectoria
Pirozzi antes de la ópera, se dedicaba a la música pop cantando en bares, bodas y otros espacios. Comenzó su formación musical en el Instituto Musical del Valle de Aosta. A los veinticinco años, edad a la que los cantantes de ópera ya suelen haber hecho su debut, ingresó en el Conservatorio Giuseppe Verdi de Turín y estudió con Silvana Moyso. A pesar de que se consideraba que era tarde, decidió iniciar su carrera operística. Cuando terminó el conservatorio comenzó a girar por teatros de provincias y encontró grandes dificultades para que los agentes artísticos la tuvieran en cuenta. Fue completando su formación con clases magistrales de Daniela Dessi, Mirella Freni, Luciana D’Intino, Rockwell Blake y Sylvie Valayre.
En junio de 2012, a los treinta y seis años, consiguió interpretar el papel de Amelia de Un baile de máscaras en el Teatro Regio (Turín), dirigida por Gianandrea Noseda. En 2016, tuvo la oportunidad de interpretar este rol en la Ópera Estatal de Baviera, bajo la dirección musical de Zubin Mehta, cuando la llamaron para sustituir a Anja Harteros y en 2020, lo hizo en el Teatro Real (Madrid).
Otro de los momentos importantes de su carrera, fue su debut como Abigail de Nabucco en 2013, en el Festival de Salzburgo dirigida por Riccardo Muti, rol que posteriormente interpretó en los teatros La Scala de Milán, Teatro Comulale (Florencia), Teatro Regio (Turín), Teatro Comunale (Bolonia), Teatro Regio (Parma), Teatro de San Carlos de Nápoles, Teatro Massimo de Palermo, Teatro Principal de Mahón, las Óperas de Leipzig, Estatal de Viena, Estatal de Stuttgart, Berlín, Las Palmas, Lyon, París, Cagliari, la Nueva Ópera Israelí de Tel Aviv, la National Centre for the Performing Arts (NCPA) de Pekín, el Palacio de las Artes Reina Sofía de Valencia, la Arena de Verona o el Festival de Sanxay.
Los roles de su repertorio suelen ser mujeres fuertes y controvertidas como Lucrezia Contarini de la ópera I due Foscari, que debutó en La Scala de Milán junto a Plácido Domingo, en 2016. También interpretó este papel en la Ópera de Montecarlo, donde, en marzo de 2020, cantó el papel de Imogene de Il Pirata con el tenor Celso Albelo. Ha sido Santuzza (Cavalleria rusticana) y Elvira (Ernani) en el Teatro de la Ópera de Roma. Tosca en la Ópera Alemana de Berlín. Luisa Miller en el Teatro Carlo Felice de Génova. Leonora (Il trovatore) en la Royal Opera House de Londres (2016) junto a Gregory Kunde. Maddalena di Coigny (Andrea Chénier) en la Ópera de San Francisco y en ABAO Bilbao. Aida en el Teatro Regio de Turín, en Piazza del Plebiscito de Nápoles y, en 2018, en el Teatro Real de Madrid. También ha sido Lady Macbeth (Macbeth) en la Ópera de San Francisco y en el Teatro Real de Madrid junto a Plácido Domingo, en la Ópera de Monte-Carlo, en el Teatro Massimo de Palermo, en el Regio de Turín y en el Festival de Edimburgo. Turandot en Tel Aviv con la dirección de Zubin Mehta. Manon Lescaut en el Teatro Massimo di Palermo y, en 2018, en la Ópera de Lieja. Interpretó el papel de la Condesa en Las bodas de Figaro, el de Desdemona en Otello. En 2018, fue Norma en ABAO Bilbao, donde también cantó su primer Donizetti como la Elisabetta de Roberto Devereux.  Debutó en el Gran Teatro del Liceo la temporada 2017/18 con la Odabella de Attila en versión de concierto. Debutó en el Teatro Colón de Buenos Aires en noviembre de 2018 en el papel de Norma de Bellini, con críticas laudatorias a su desempeño. 
Pirozzi colabora regularmente con directores de orquesta internacionales como Riccardo Muti, Zubin Mehta, Nello Santi, Nicola Luisotti, Daniel Oren, Donato Renzetti, Gianandrea Noseda, Francesco Ivan Ciampa, Jordi Bernacèr, Renato Palumbo y Marco Armiliato, en escenarios de todo el mundo.
El 26 de junio de 2022, celebró en el Teatro Real de Madrid sus diez años de carrera desde su debut en Turín, durante los ensayos de Nabucco con la que arrancó una gira por las capitales europeas.
En agosto de 2021, en el transcurso de una entrevista al Corriere della Sera declaró que existe body shaming (humillación corporal) en el mundo de la ópera, especialmente, entre las mujeres y que en algunas producciones sobre todo de estilo vanguardista, una mujer puede ser rechazada debido a su peso. Pirozzi reconoció que había decidido no sufrir más tras no considerarse suficientes para cumplir el canon estético exigido, los diez y seis kilos que había perdido durante el confinamiento provocado por la pandemia de COVID-19 y que no pensaba privarse de un plato de pasta ya que mejora su estado de ánimo. Durante la entrevista, también habló de que empezó su carrera a los 30 años y de cómo, a partir de cierta edad, se considera que las mujeres son demasiado mayores para cantar ciertos papeles.
Tiene también actividad como docente e imparte con frecuencia clases magistrales de canto. Jugó durante cuatro años, en un equipo de rugby femenino, en Aosta, pero cuando se rompió el tabique nasal tuvo que elegir entre seguir entrenando o cantar y abandonó el deporte.